# Episodi de I ragazzi della 3ª C (seconda stagione)
La seconda stagione della serie televisiva I ragazzi della 3ª C è stata trasmessa in Italia dal 12 gennaio al 22 marzo 1988 su Italia 1.
| nº | Titolo                        | Prima TV Italia  |
| -- | ----------------------------- | ---------------- |
| 1  | La settimana bianca           | 12 gennaio 1988  |
| 2  | Ciak si gira                  | 19 gennaio 1988  |
| 3  | Il derby                      | 26 gennaio 1988  |
| 4  | Il mistero della merendina    | 2 febbraio 1988  |
| 5  | A carnevale ogni scherzo vale | 9 febbraio 1988  |
| 6  | Corso di sopravvivenza        | 16 febbraio 1988 |
| 7  | Gli evasi                     | 23 febbraio 1988 |
| 8  | War games                     | 1º marzo 1988    |
| 9  | Il professore cerca casa      | 8 marzo 1988     |
| 10 | Scuola guida                  | 15 marzo 1988    |
| 11 | Gli esami di maturità         | 22 marzo 1988    |

## La settimana bianca
- Diretto da: Claudio Risi
- Scritto da: Marco Cavaliere

### Trama
Su iniziativa del professore d'Italiano, la classe all'inizio dell'anno si concede una settimana bianca al Terminillo. Zampetti, geloso della figlia Sharon, pretende che Aziz le faccia da scorta per tenerla lontana da Chicco e Massimo; i tre condivideranno la camera. Arrivati a destinazione, si cimentano con le lezioni di sci e come istruttore si ritrovano un certo Bruno Kaiser, personaggio stravagante con accento tedesco, che prova una certa attrazione per Bruno. Daniele, arrivato in moto perché in ritardo all'appuntamento col pullman, dopo una serata dove ha bevuto troppo, sbaglia camera ed entra in quella di Elias e Tisini credendo di entrare in quella di Rossella, e si ritrova a letto con Elias.
Una volta resosi conto dello sbaglio, Daniele caccia un urlo spaventoso, tutti i compagni di classe accorrono e vedono i due nel letto insieme. Mentre i maschi ridono e lo prendono in giro, le ragazze lo guardano con disprezzo e Rossella fugge via. Ma la mattina seguente, Elias confessa a Rossella di aver approfittato del fatto che Daniele fosse ubriaco e le chiede scusa. Nel frattempo, l'insegnante d'Italiano si innamora di una cliente dell'albergo e intreccia con lei una relazione.
Chicco e Massimo, usando Bruno, architettano uno scherzo: scrivono una lettera alla donna, spacciandosi per il professore, e la invitano in camera a consumare la loro passione. Ma la donna, ignara di tutto, in camera non troverà il professore ma Bruno in mutande. In quel momento il professore entra in camera e trova i due insieme e, pensando subito al tradimento, caccia via la donna. Il professore perdona Bruno perché comprende che davanti alle provocazioni di una donna simile sia impossibile resistere, ma poi trova sul pavimento la lettera e capisce che si tratta di uno scherzo di cattivo gusto; la mattina seguente convoca la comitiva e comunica che per colpa di Bruno si torna a casa con tre giorni di anticipo.

## Ciak si gira
- Diretto da: Claudio Risi
- Scritto da: Marco Cavaliere

### Trama
Convinta di essere una regista di talento, Benedetta ottiene di poter girare il suo primo film (ovviamente horror) nelle aule del Liceo "Leopardi". Tutta la classe, con il supporto di Puccio e Ciro, si mobilita per le riprese (che hanno per produttore il commendator Zampetti), ma alla fine il film passerà come un ottimo comico. L'unico insoddisfatto è Zampetti perché il film, secondo il critico cinematografico Molliché, ha ridicolizzato il salame: infatti il commendatore, in cambio della sua sponsorizzazione, ha preteso l'inserimento dei suoi salami nel film a scopo pubblicitario, ma appena ha ascoltato il giudizio di Molliché va su tutte le furie e insegue Chicco per fargliela pagare, mentre Benedetta annuncia il sequel del film con disappunto di Bruno, che non ha alcuna voglia di interpretare un'altra volta il ruolo del protagonista.
- L'episodio contiene riferimenti a veri film: il personaggio di Patrick, interpretato da Bruno, è un omaggio al film del regista Mario Landi Patrick vive ancora, mentre il titolo del film interpretato dai ragazzi "Quella scuola accanto al cimitero" è un omaggio al film del regista Lucio Fulci Quella villa accanto al cimitero.
- Il film che all'inizio dell'episodio i ragazzi guardano in televisione, e da cui Benedetta trae l'ispirazione, è Via Montenapoleone.

## Il derby
- Diretto da: Claudio Risi
- Scritto da: Marco Cavaliere

### Trama
Al bar di Totip, Chicco litiga con Mazzocchi e Lele della 3ª F. Il barista propone di affrontarsi in una partita di calcio che lui arbitrerà. Chicco accetta la sfida, ingaggia Puccio come organizzatore e capo ultrà, le compagne di classe come ragazze pon pon, Ciro come allenatore e convince Zampetti a sponsorizzare la squadra alla quale si unisce Aziz, così bravo che potrebbe far vincere la partita. Mazzocchi e Lele, informati da Totip che i loro rivali dispongono di un campione, contattano una donna dai facili costumi con l'incarico di adescare Aziz e metterlo fuori combattimento. Il giorno della partita, con Aziz rimasto nello spogliatoio a smaltire i bagordi della notte precedente, il primo tempo si conclude 6 a 0 per la 3ª F. Ma la 3ª C ha un asso nella manica: Jona, il bidello iettatore. Grazie al suo "fluido negativo", Jona porta iella alla 3ª F che segnerà sei autogol e subirà un gol in rovesciata da Daniele. Risultato finale: 7 a 6 per la 3ª C.

## Il mistero della merendina
- Diretto da: Claudio Risi
- Scritto da: Marco Cavaliere

### Trama
Per i corridoi del liceo Leopardi si aggira un "ladro di merendine". Chicco e Bruno sono sulle sue tracce ma interrogatori, congetture e pedinamenti porteranno a nulla. Solo per un colpo di fortuna si riuscirà a scoprire il mistero: Woodstock, che dal divorzio dei genitori ha sviluppato una fame pantagruelica per colmare le carenze affettive. 
- L'episodio contiene un omaggio al regista Dario Argento: ad un certo punto si vede una mano, con guanto nero (alla fine si scoprirà che appartiene a Woodstock), che ruba i pasticcini dal vassoio di Bruno. Quando nei film di Dario Argento si vedono solo le mani dell'assassino, queste appartengono al regista.

## A carnevale ogni scherzo vale
- Diretto da: Claudio Risi
- Scritto da: Marco Cavaliere

### Trama
La festa di Carnevale organizzata dal preside del "Leopardi" non ha il successo sperato: troppo monotona e rétro per i gusti dei ragazzi e gradita solo ai genitori. Ma Puccio, con la collaborazione di Aziz, organizza una vera festa brasiliana a villa Zampetti, mentre il commendatore si trova alla festa organizzata dal preside. Purtroppo Zampetti abbandona la festa con la sua amante, la madre di Massimo, e torna a casa. I festanti riescono a fuggire dalla villa appena in tempo a non farsi scoprire, anche se lasceranno in giro parecchi indizi sulla loro presenza; e infatti Zampetti sospetta qualcosa. Dopo la fuga tutti si ritroveranno in casa di Bruno, libera perché anche i genitori Spartaco e Amalia sono alla festa della scuola. Ma anche i genitori di Bruno rientrano a casa e la trovano piena di gente: inizialmente Spartaco si arrabbia, ma alla fine anche lui si butta nei festeggiamenti. In questo episodio si evince la partecipazione di Sabrina Ferilli nel ruolo di una ragazza sarda in cerca della sua anima gemella. Compare alla festa organizzata da Puccio e Aziz in casa Zampetti. Prima balla con Daniele e poi con Bruno del quale si invaghisce per poi scoprire di non esserne innamorata. Il nome di Sabrina Ferilli compare anche all'inizio nei titoli di coda della sigla finale degli episodi.

## Corso di sopravvivenza
- Diretto da: Claudio Risi
- Scritto da: Marco Cavaliere

### Trama
Chicco, Bruno, Massimo e Daniele, per dimostrare alle loro compagne di classe di essere uomini veri, si iscrivono ad un corso di sopravvivenza che si rivelerà un incubo. Gli istruttori, Bruno Kaiser e il suo aiutante, si divertono a tormentarli fino a quando Bruno riesce a prendere una radio. Alla loro richiesta di aiuto rispondono Elias e Tisini, che si trovano nei dintorni alla guida di un gruppo di scout. Con uno stratagemma riescono ad immobilizzare i due aguzzini e a salvare i compagni.

## Gli evasi
- Diretto da: Claudio Risi
- Scritto da: Marco Cavaliere

### Trama
Due evasi da Rebibbia, braccati dalla polizia, si rifugiano nel Liceo "Leopardi", più precisamente nell'armadio della classe 3ª C. Per ottenere un aereo e fuggire in Polinesia, tengono la classe sotto sequestro per due giorni, finché la proverbiale fame di Bruno non li smaschera: le pistole, in realtà, sono state fatte con pane e liquirizia. La situazione si capovolge e i sequestratori diventano i sequestrati: la 3ª C obbliga i due evasi a comunicare alla polizia che rilasceranno la classe solo dopo la concessione della maturità honoris causa. Inoltre devono anche ascoltare Benedetta che legge il loro futuro e li manda a dormire con un proverbio: "A che cosa serve fuggire quando la prigione è in noi? Meditate gente, meditate". Alla fine, esasperati, mentre tutti dormono riescono a fuggire e si consegnano alla polizia; per loro è meglio tornare in prigione che finire in manicomio.
- "Meditate gente, meditate", è lo slogan di alcuni spot pubblicitari dove Renzo Arbore pubblicizzava la birra.

## War games
- Diretto da: Claudio Risi
- Scritto da: Marco Cavaliere

### Trama
La 3ª C e la 3ª F organizzano una sfida a paintball tra i boschi. Armati di proiettili di vernice, le due classi si accampano e provano la vita militare. La 3ª C vince la gara grazie al decisivo intervento dell'ultimo "sopravvissuto": Bruno in versione Rambo. Alla fine si trovano al bar di Totip e fanno la pace ordinando cappuccini a credito. Contrariato dall'ennesima consumazione non pagata, Totip augura a tutti una guerra vera, dura e terribile.
- L'episodio è una parodia del film Wargames - Giochi di guerra: è la storia di un ragazzo adolescente che, giocando con il computer, rischia di scatenare una vera guerra atomica.
- Compare per la seconda ed ultima volta il personaggio secondario di Laura.

## Il professore cerca casa
- Diretto da: Claudio Risi
- Scritto da: Marco Cavaliere

### Trama
Il professore d'Italiano ha ricevuto lo sfratto e sarà cacciato. La 3ª C si mette all'opera per trovargli una nuova casa ad un canone di affitto alla sua portata. Puccio trova la casa, ma il proprietario vuole sei milioni di Lire di anticipo: per raccogliere la somma i ragazzi, tramite Puccio, cercano lavoro ma si rivelano inetti e non riescono a guadagnare un soldo. Ma una vincita al Totip capovolge la situazione e il professore può entrare nella sua nuova casa. Però il professore non intende farsi commuovere e il giorno successivo interroga tutta la classe che, non avendo avuto tempo di studiare, è impreparata. Incredibilmente le "secchione" Elias e Tisini si ribellano al professore con una sonora pernacchia, suscitando il boato di esultanza di tutta la classe.

## Scuola guida
- Diretto da: Claudio Risi
- Scritto da: Marco Cavaliere

### Trama
Bruno decide di prendere la patente. Chicco e Puccio ce la mettono tutta, ma dopo ardue fatiche il nemico più grande di Bruno è il senso dell'orientamento. Una svolta ecologista (e pratica) porta Bruno a scegliere come mezzo di trasporto la bicicletta. Arrivato davanti al cancello della scuola è solo e pensa di essere il primo, ma.. È domenica.

## Gli esami di maturità
- Diretto da: Claudio Risi
- Scritto da: Marco Cavaliere

### Trama
La 3ª C e il commendator Zampetti, che ha bisogno del diploma per ricevere un premio, affrontano gli esami di maturità tra ansie e incertezze. Dopo le deludenti prove scritte, Zampetti corrompe il dottor Bustarelli, un funzionario del ministero, in vista dell'esame orale. Ma il membro della commissione, che avrebbe dovuto avvertire il presidente, arriva in ritardo e Zampetti fa una figuraccia; a beneficiare della raccomandazione sarà Sharon. Chicco, determinato a farsi bocciare, ce la mette tutta nonostante il professore d'Italiano voglia farlo promuovere a qualunque costo per non vederlo più, ma preso dall'ansia dell'interrogazione si ricorda tutto e la commissione lo promuove; per lui è un colpo durissimo.
Bruno, per superare l'esame orale, usa il "metodo del professor Vankulen" consigliatogli da Ciro: ascolta con una cuffia, durante il sonno, musicassette con registrate le materie d'esame, che la sua mente apprenderà come messaggi subliminali. All'esame Bruno si presenta con lo sguardo vitreo e risponde come un automa alle domande. Massimo, per prepararsi all'esame, usa il suo computer dove ha immagazzinato tutti i libri. Benedetta, dopo aver tentato di esporre la sua elegia tratta dal poema Para loculo (presso le bare), è rapidamente congedata e prende 47, morto che parla, come precisa il presidente della commissione. Tisini è clamorosamente bocciata a causa di un diverbio con il presidente della commissione. Alla fine tutti lasciano mestamente il liceo "Leopardi" dopo tanti anni.